# Perdiguers (la Baronia de Rialb)
Perdiguers és una masia del municipi de la Baronia de Rialb (Noguera) inclosa en l'Inventari del Patrimoni Arquitectònic de Catalunya.

## Situació
Es troba a la part central-nord del terme municipal, al nord del Palau de Rialb. S'alça als plans que s'estenen damunt de la costa de Caubet, al marge dret del Rialb, dominant els fondals dels barrancs de la Font dels Pins Alts i el de Perdiguers.
Està a tocar de la carretera del Forat de Bulí, al km. 2,1. Al seu costat es troba la capella de Sant Joan i, poc més enllà, té inici la pista que mena a Sant Jaume de Sant Cristòfol de la Donzell.

## Descripció

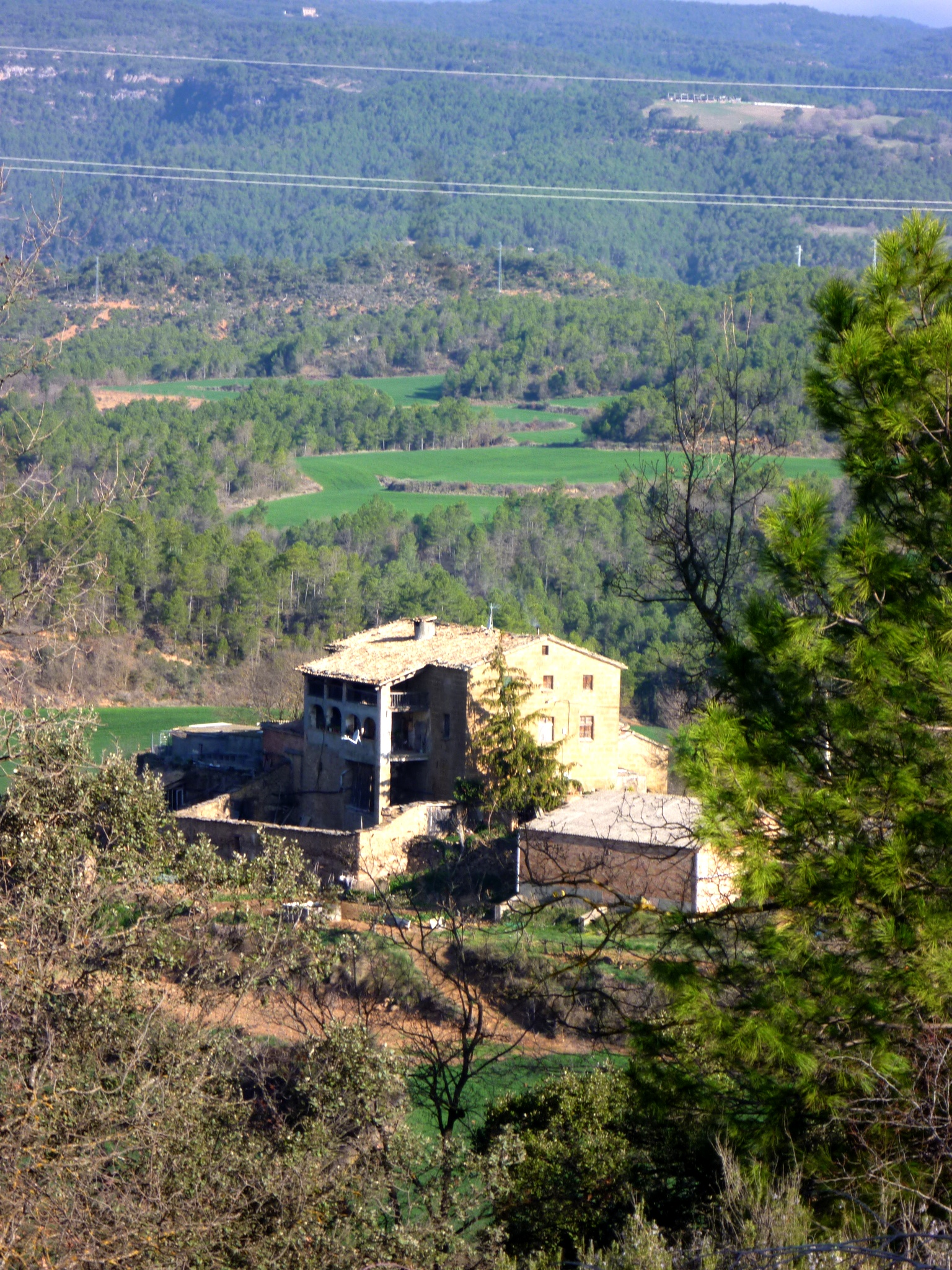
Galeries de Perdiguers

És una casa pairal de planta rectangular, construïda a sobre d'edificacions medievals consistents en unes voltes de canó a les quadres i cellers interiors. Té una eixida adossada al costat de migjorn, també de tres plantes d'alçada. A la banda de ponent hi ha l'església i els coberts agrícoles annexes. La façana té una composició simètrica amb porta rectangular i dues filades de finestres i finestra oberta a les golfes. La coberta és a dos vessants sobre un ràfec de pedra. L'eixida té un doble arc sense pilar intermedi penjant. Cisterna al nord. La data de 1788 apareix al pilar principal de l'eixida afegida.

## Ruta per accedir-hi
- Carretera del Forat de Bulí, km. 2,1